# 푸른우산관해파리
푸른우산관해파리(학명: Porpita porpita)는 히드라충 군체로 이루어진 해양 생물이다.
이 생물은 태평양,
대서양, 인도양, 지중해, 그리고 동부 아라비아해의 따뜻한 열대 및 아열대 해역에서 발견된다.
1758년 칼 폰 린네가 기본명인 Medusa porpita로 처음 분류했다.
또한 푸른우산관해파리과에 속하는 두 속 중 하나이다.(다른 하나는 돛배관해파리가 속한 돛배관해파리속(Velella)이다.
푸른우산관해파리과는 작은부레관해파리 및 이 관해파리가 속해있는 것으로 잘 알려진 관해파리목과 닮은 점이 있다. 겉으로 보기에는 해파리와 비슷하지만, 각 개체처럼 보이는 것은 사실 히드라충강 폴립들의 군체이다. 히드라충강은 말미잘, 산호, 해파리를 포함하는 자포동물문에 속하며, 이는 이들의 유사한 외형을 설명한다.

## 특징

폴립의 움직임

푸른우산관해파리는 지름이 최대 30mm까지 자랄 수 있고 해수표면에 서식하며 부유체와 히드라 군체의 두 가지 주요 부분으로 구성된다. 단단한 황금빛 갈색을 띠는 부유체는 둥글고 거의 평평하며 너비는 약 1인치이다. 부유체는 푸른우산관해파리의 수직 이동을 담당하며
다른 푸른우산관해파리 개체 및 주변 환경과 소통할 수 있는 구멍도 포함한다.
히드라충 군체의 폴립은 밝은 파란색에 터키색에서 노란색까지 색의 종류가 다양하다. 폴립은 해파리의 촉수와 비슷하다.
각 가닥에는 수많은 작은 가지들이 있으며, 그 끝에는 각각의 자포 돌기가 달린다. 푸른우산관해파리는 부유체 아래에 입이 하나 있으며, 이는 먹이를 섭취하고 노폐물을 배출하는 데 사용된다. 입은 생식체와 촉수체 고리로 둘러싸여 있다. 촉수는 입에서 가장 멀리 떨어져 있고 히드라충 군체의 바깥쪽에 위치한 촉수체에만 존재한다.

## 서식지 및 먹이
푸른우산관해파리는 해수면 또는 그 근처에 서식하는 생물을 포함하는 수표성 먹이 사슬의 일부이다. 이는 푸른우산관해파리가 수동적 표류자이기 때문인데, 해류와 바람에 의존하여 바다를 이동한다는 의미이다. 푸른우산관해파리는 바다 민달팽이 푸른갯민숭달팽이, 얀티나속(Janthina) 의 보라 갯민숭달팽이, Glaucus marginatus의 먹이가 된다.
수동 먹이(passive diet)를 선호하는 돛배관해파리와 달리 푸른우산관해파리는 갑각류 및 물고기 같은 활발한 먹이를 사냥한다.
다른 부유동물들과 먹이를 놓고 경쟁하며, 주로 요각류 및 기타 갑각류 유생을 먹는다.

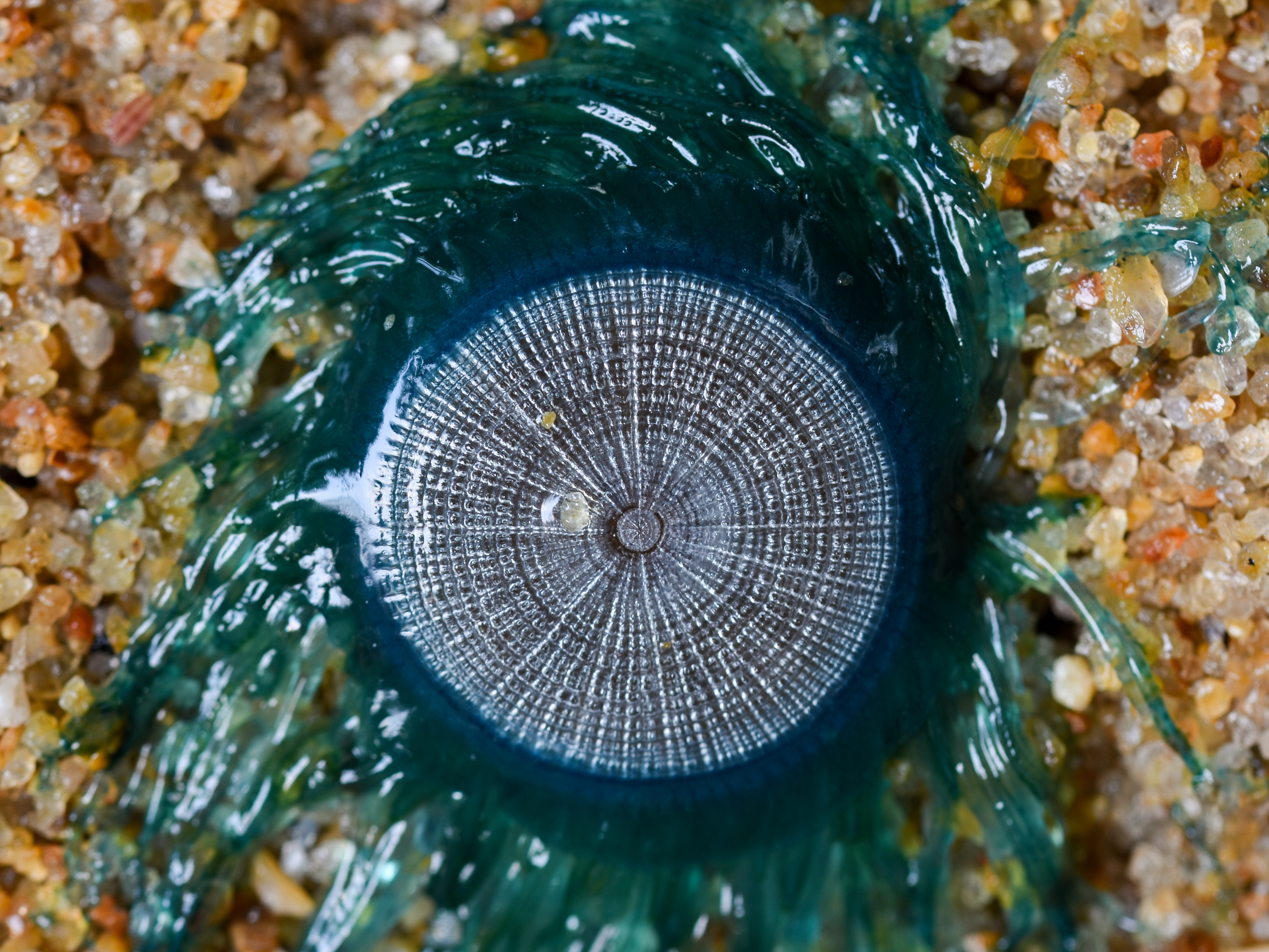
푸른우산관해파리의 중앙 디스크 지름 1.5 cm
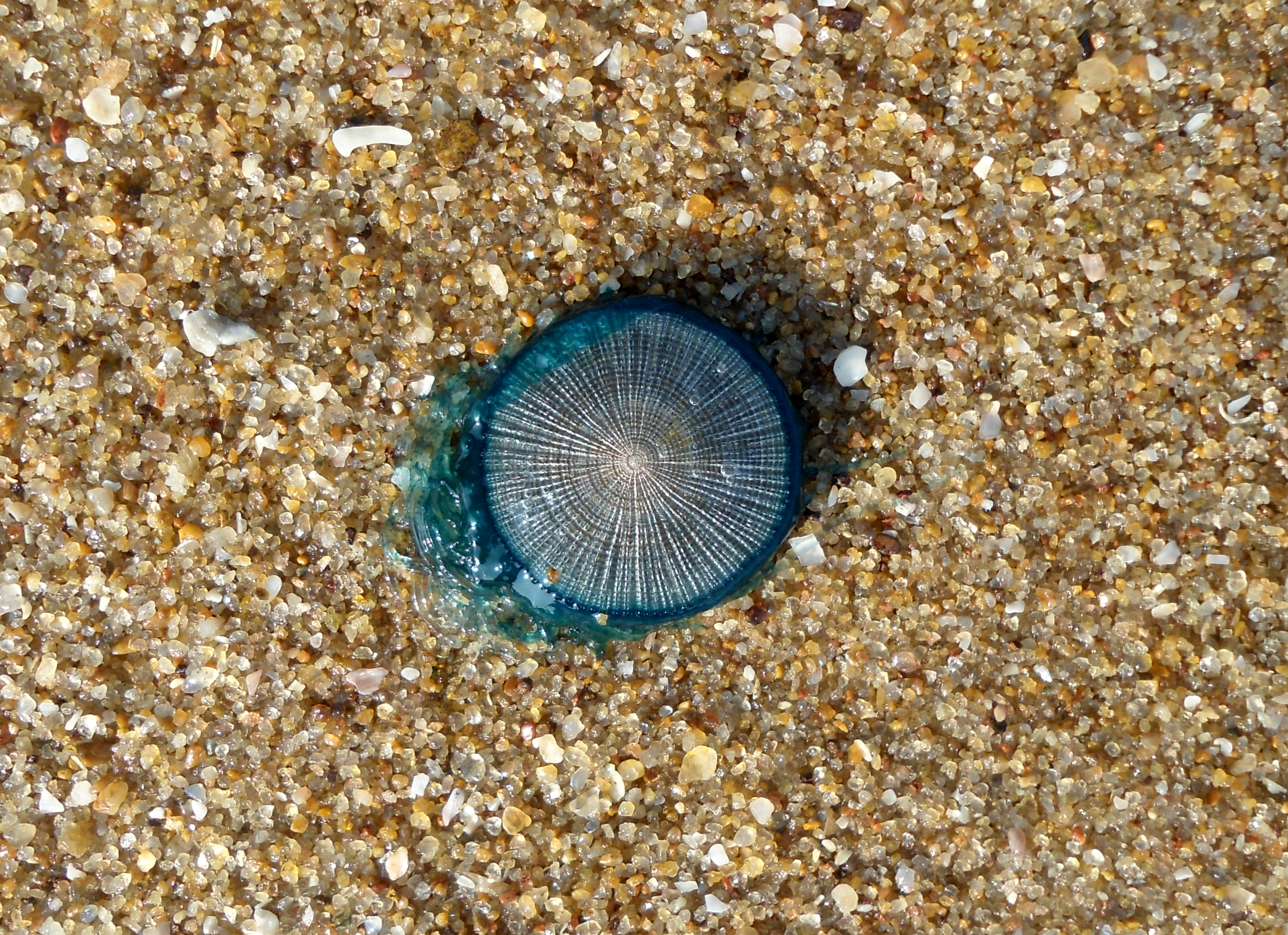
벵골만에서 발견된 푸른우산관해파리
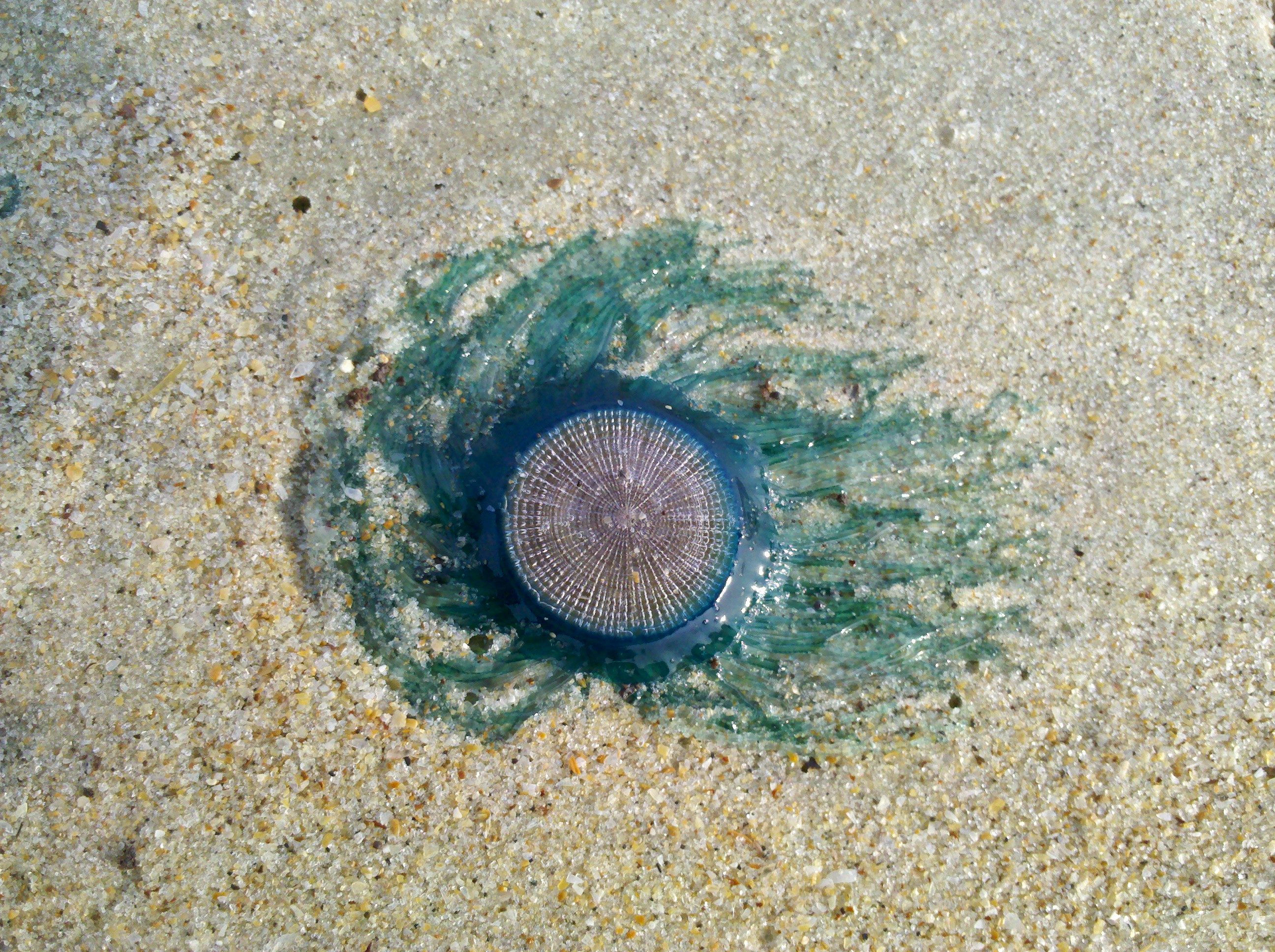
아라비아해에서 발견된 푸른우산관해파리
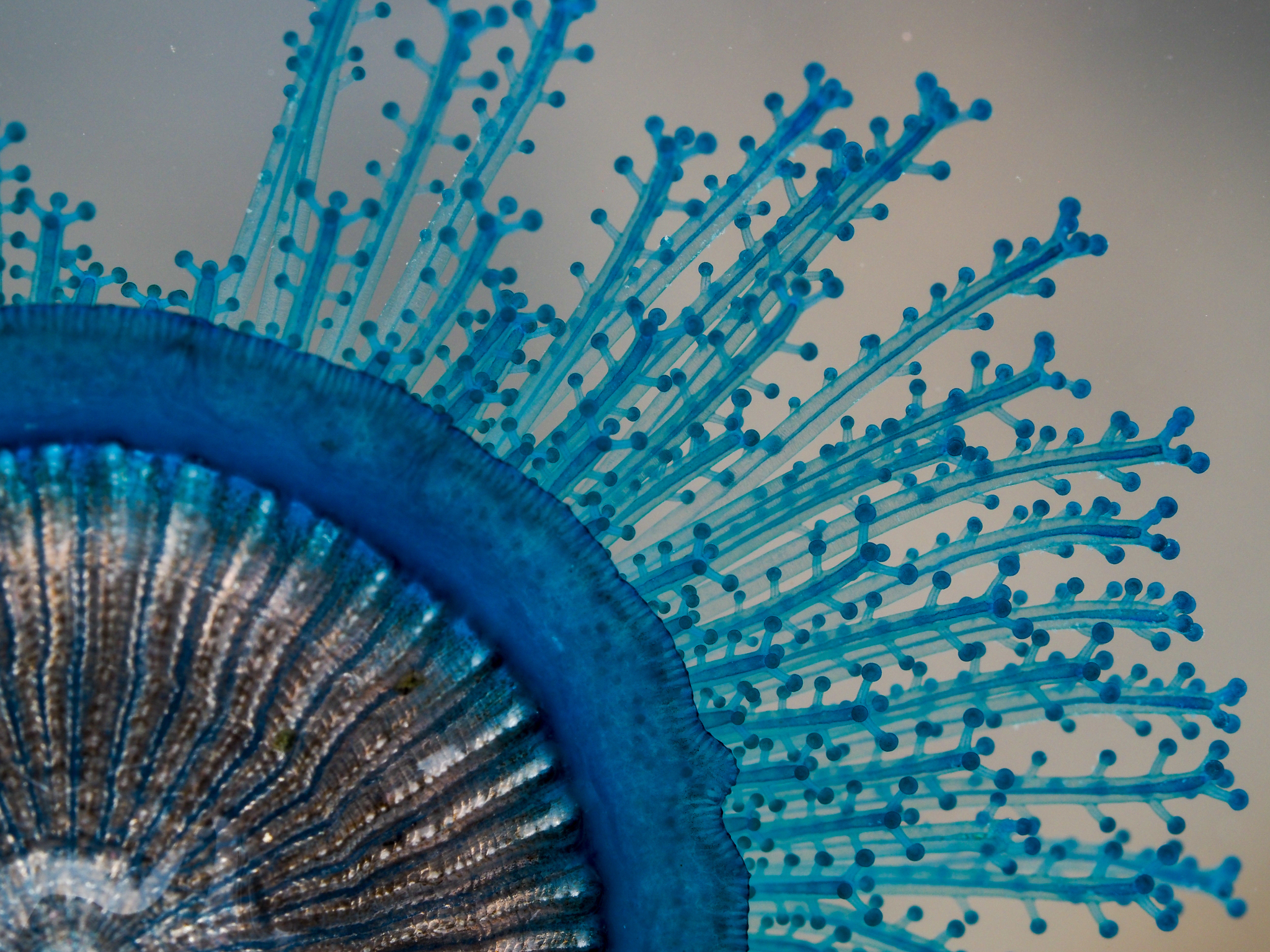
폴립을 확대한 모습

## 물고기와의 편리공생
어린 말라바르점갱이는 푸른우산관해파리 부유체 아래에 피난처를 삼는 것으로 나타났다. 이 해파리가 숙주에서 분리되면 물고기는 패닉 상태에 빠진다. 이 어린 물고기들은 또한 특정 관해파리류를 선호하는 것으로 보인다. 두 쌍의 푸른우산관해파리와 말라바르점갱이가 종별로 분리되었다가 같은 수조로 다시 돌아오면, 각 물고기는 각자의 짝에게 돌아간다.

## 지구 온난화의 영향
푸른우산관해파리에게 쏘이면 강하지는 않지만 사람 피부에 약간의 자극을 일으킬 수 있다.
그러나 최근 몇 년 동안 지구 온난화로 인해 태평양우산관해파리(Porpita pacifica) 군체가 일본 해안선에서 더 많이 나타나기 시작했으며, 이 종으로 인한 접촉 피부염의 첫 사례가 보고되었다는 가설이 제기되었다.
이오니아해와 아드리아해의 푸른우산관해파리 개체군에 대한 별도의 연구에서도 푸른우산관해파리의 개체수가 급증하는 것이 관찰되었는데, 이는 아마도 해양 전체의 수온 상승 때문일 수 있다.
2025년 7월 후반, 대한민국 제주도 해안가에 푸른우산관해파리들이 대량으로 발견되어 사람들 사이에서 우려를 낳고 있다. 전문가에 따르면, 지금까지는 국내로 떠밀려 왔지만 수온이 더 오르게 되면 국내 해역에 정착해서 번식할 수도 있다고 한다.